# Бореща се „Солидарност“
Вижте пояснителната страница за други значения на Солидарност.
„Бореща се „Солидарност“ или „Воюваща солидарност“ (на полски: Solidarność Walcząca) е полска радикална антикомунистическа нелегална организация, основана от Корнел Моравецки във Вроцлав през юни 1982 година.

## Характеристика
Тя е сред независимите организации, произлезли от Независимия самоуправляем профсъюз „Солидарност“, след като комунистическите власти на Полската народна република го обявяват за незаконен след въвеждането на военно положение в страната.
Основаната цел на ВС е комунистите да бъдат напълно отстранени от властта и да бъде върната независимостта на Полша. Нелегалната дейност се изразява в широко пропагандиране на идеите за независимост, противодействие на комунистическата пропаганда и разпространение сред полската общественост на истинската (според ВС) информация за историята ѝ. Всичко това се реализира чрез изграждане на силна издателска структура. Организира и масови улични демонстрации.
Сред характерните, срещани и в други нелегални организации, черти на ВС е фракталната организационна структура, която ограничава външните заплахи, както и системната дейност против службите за сигурност, от която косвено имат полза и останалите нелегални организации. БС осигурява финансовата си издръжка от вноските на своите симпатизанти, в това число и от чужбина, а също и от продажбата на картички, значки, магнетофонни касети.
Организацията е тясно свързана с традициите на Армия Крайова – има подобна клетва, собствено знаме и нелегална поща. Лозунгът ѝ е „Свободни и солидарни“, а логото ѝ представлява инициалите на полското наименование SW, свързани в образа на котва, символ на надеждата и традициите на Воюваща Полша.
Сътрудничи с Общополския комитет на земеделската съпротива (Ogólnopolsky Komitet Oporu Rolników, Юзеф Телига), Междузаводския работнически комитет на „Солидарност“ (Międzyzakładowy Robotniczy Komitet „Solidarności“), както и с Полската социалистическа партия – Демократична революция (PPS – Rewolucja Demokratyczna).

## История
Бореща се солидарност е създадена във Вроцлав през юни 1982 г. от ядрото на нелегалния Регионален стачен комитет „Солидарност“, което не е съгласно с ръководството на Регионалния стачен комитет, що се отнася до методите и стратегиите за действие.
Първият успех на ВС са демонстрациите на 13 и 26 юни 1982 г. По призива на редакцията на вестник „Бореща се Солидарност“ (противно на становището на Регионалния стачен комитет) по улиците на Вроцлав излизат хиляди жители. Демонстрациите прерастват в продължаващи с часове улични битки, издигнати са барикади, а подразделенията на ЗОМО (Моторизирани резерви на народната милиция, на полски: ZOMO – Zmotoryzowane Odwody Milicji Obywatelskiej) многократно са принудени да се оттеглят. ВС е организатор на най-голямата вроцлавска демонстрация по време на военното положение на 31 август 1982 г. Информация за събитията на живо излъчва Радио Воюваща Солидарност.
Ролята на Бореща се Солидарност в обществената съпротива нараства до такава степен, че Службите за сигурност я обявяват за заплаха за системата. През август 1985 г. шефът на службите, ген. Владислав Частон, взема решение относно „разпознаването, разработването и ликвидирането на организация Бореща се Солидарност“, ангажирайки в тази дейност „всички организационни единици на Службите за сигурност“. Тази акция получава кодово име „Октопод“. Това е най-голямата операция на МВР от 1981 г. Въпреки това ВС си остава нелегалната организация, в която службите за сигурност успяват да проникнат в най-малка степен. С разработването на Бореща се Солидарност се занимава и ЩАЗИ на ГДР в рамките операция „Сицилия“. За конкретните действия на ВС бива информирано и съветското КГБ.
След като през октомври 1987 г. Корнел Моравицки е арестуван, мястото на председател на ВС заема Анджей Колоджей, а когато арестуват и него – Ядвига Хмельовска. Ежедневната дейност на ВС ръководят Анджей Зарах, Войчех Мишлецки и Збигнев Ягело. През май 1988 г. Моравецки и Колоджей са депортирани от Полша. След политическото си изгнаничество в няколко страни (Великобритания, Франция, Италия, САЩ) Моравецки се връща нелегално в Полша и отново поема ръководството на ВС.
През 1989 г. ВС застава против споразумението с комунистите, сключено с част от опозицията в Полша („кръгла маса“), като мотивира позицията си с политически и морални причини.
През 1990 г. активистите на Бореща се Солидарност създават Партия на свободата. Кандидатът на тази партия за президент, Корнел Моравецки, след като издига кандидатурата си, не успява да събере необходимите 100 хиляди подписа. По време на телевизионната предизборна кампания, пред телевизионните камери, той демонстративно преобръща кръглата маса.
Формалното разпадане на организацията настъпва през 1992 г. На 17 януари 2007 г. е създадено Сдружение на ветераните на Бореща се Солидарност.
На 15 юни 2007 г. 76 активисти на Бореща се Солидарност са отличени от полския президент Лех Качински с Кръст на възродена Полша.
На 4 юли 2009 г. във Вилнюс петима активисти на автономния Източен отдел на Бореща се Солидарност са отличени от президента на Литва Валдас Адамкус с Орден за заслуги към Литва (Ядвига Хмельовска, Радеуш Маркевич, Мачей Рушчински, Пьотър Пахолски, Пьотър Хлебович).

## Организация
Главна фигура, ръководител и създател на идейните принципи на ВС е Корнел Моравецки. Сред основателите и основни активисти на ВС във Вроцлав са: Павел Фалицки, Михал Габриел, Анджей Кишелевич, Мария Кожебродзка, Ромуалд Лазарович, Пьотър Белвски, Цезариуш Лешиш, Халина Лопушанска, Ханна Луковска-Карней, Зофия Мачейевска, Станислав Митек, Анджей Миц, Войчех Мишлецки, Ромуалд Новицки, Збигнев Ожевич, Ян Павловски, Барбара Сарапук, Владислав Шидорович, Тадеуш Шверчевски, Анджей Зарах.
Бореща се Солидарност се ръководи от Съвет и – от 1984 г. – Изпълнителен комитет.
Сред най-значимите отдели на ВС – наред с Вроцлав – са: Познан, Гданск, Жешув и Горни Шльонск. Сред главните активисти извън Долни Шльонск са Мачей Франкевич (Познан), Марек Чахор, Анджей Колоджей, Роман Зверцан и Ева Кубашевич (Труймясто), Славомир Бугайски (Катовице), Янина Ядвига Хмельовска (Сосновец), Кшищоф Корчак (Шчечин), Антони Копачевски и Януш Скутник (Жешув), Северин Яворски, Кшищоф Волф, Адам Цимборски и Адам Боровски (Варшава), Мариан Стахнюк и Пьотър Хлебович (Краков) и в много други градове, като Згожелец, Ченстохова, Йеленя Гура, Калиш, Келце, Конин, Ополе, Валбжих. Извън регионалните структури ВС създава и свои групи в предприятията (в заводите Цегелски в Познан, в корабостроителница „Парижка комуна“ в Гдиня, в корабостроителницата в Гданск, във вроцлавските заводи „Врозамет“ и др. Организацията обединява около 2 хиляди членове.
Извън Полша Бореща се Солидарност е представлявана от задгранични активисти: Тадеуш Варша (Великобритания), Анджей Вигра (Германия), Ева Кубашевич (шеф на представителствата) и Рафал Ган-Ганович (Франция), Йежи Янковски (Норвегия), Ева Зайонц (Швейцария), Кажимеж Михалчик (Западен Берлин), Збигнев Белз (Канада), Ярослав Швьотек (САЩ).

## Издателска дейност
Бореща се Солидарност издава и отпечатва многобройни брошури и книги, както и 134 периодични издания, сред които най-популярни са „Долношльонски бюлетин“ (пол. „Biuletyn Dolnośląski“), „Солидарношч валчонца“ (пол. „Solidarność Walcząca“), „Вядомошчи Бежонце“ (пол. „Wiadomości Bieżące“), „Република“ (пол. „Replika“) – Вроцлав; „Час“ (пол. „Czas“), „Солидарношч Валчонца“ (пол. „Solidarność Walcząca“) – Poznań; „Европа“ (пол. „Europa“), „Алтернатива (пол. „Alternatywa“), „ВиС“ (пол. „WiS“) – Варшава; „Генцяна“ (пол. „Gencjana“) – Йеленя Гура; „Гриф“ (пол. „Gryf“) – Шчечин; „ПИК“ (пол. „PIK“) – Катовице; „Волношч“ (пол. „Wolność“) – Лодз; „Солидарношч Звиченжи“ (пол. „Solidarność Zwycięży“) – Краков; „Ваде Мекум“ (пол. „Vade Mecum“) – Вроцлав-Краков и „Галиция“ (пол. „Galicja“) – Жешов. ВС отпечатва и списания и вестници на други нелегални организации. В рамките на „идеологическа диверсия“ ВС Труймясто издава „Жолнеж солидарни“ (пол. Żołnierz Solidarny“) (Марек Чахор). Издател на всички печатни издания на организацията е Информационната агенция на ВС (във Вроцлав я ръководи Зофия Мачейевска). В периода 1988 – 1990 г. информационната агенция издава свой месечник, разпространяван в страната и в чужбина на компютърни дискети.
ВС подпомага антикомунистическите организации извън Полша – включително и в Съветския съюз, като публикува на руски, украински, чешки език, издава и листовки на полски език, адресирани до намиращите се в Полша руски войници.
От момента на създаването си до 1989 г. ВС е единствената нелегална организация в Полша, която всяка седмица излъчва предаване на собственото си радио във Вроцлав, а също и спорадични радиопредавания във Вроцлав, Познан, Жешув, Закопане.

## Автономни групи
В рамките на ВС действат и групи с различна степен на анонимност, като Фотографска агенция „Дементи“, Работническо издателство „Феникс“, Фотографска агенция на ВС, варшавски Изпълнителни групи, група „Алтернатива“, група „Хоризонт“.
В периода 1988 – 1992 г. активистите и сътрудниците на автономния Източен отдел на ВС – Лешек Бернарчук, Марек Бешада, Селим Хазбиевич, Ядвига Хмеловска, Карол Гвожджевич, Пьотр Хлебович, Юзеф Янишевски, Лех Ленчмик, Януш Камоцки, Тадеуш Маркевич, Кажимеж Михалчик, Виолета и Лех Ошакови, Пьотр Пахолски, Мачей Рушчински, Себастиан Рибарчик, Войчех Стандо, Роман Залески – предоставят на борците за независимост в Литва, Латвия, Естония, Украйна, Беларус, Молдавия, Грузия, Казахстан, Армения, Азърбайджан, Узбекистан, Русия помощ под формата на оборудване, материална подкрепа и обучение (включително информационна и политическа помощ). С Източния отдел на ВС си сътрудничат руските емигранти на Запад между които Наталия Горбаневска (Париж) и Владимир Буковски (Лондон). Дейността на отдела подкрепя американският Институт за демокрация в Източна Европа (Ирена Ласота). Източният отдел на ВС пренася нелегално книги на руски, английски и украински език от Лондон (Нина Карсов) и Стокхолм (Юзеф Лебенбаум) през Източен Берлин (Кажимеж Михалчик) до СССР.
Изпълнителните групи на Бореща се Солидарност представляват нелегални единици на варшавския отдел на ВС, създадени в началото на 1986 г. в Ломянки край Варшава. Те са основани по инициатива на активистите на ВС, свързани със списание „Алтернатива“: Адам Цимборски, Томаш Шостка и Яцек Гузовски.
Основната дейност на тези групи се изразява в провеждането на акции за раздаване на листовки, окачване на транспаранти, рисуване на лозунги за независимост и охрана на участниците в демонстрациите и митингите. Ядрото на групата се състои от десет души, които след полагане на клетва ръководят 4-6-членни подгрупи. С определянето на конкретните задачи се занимава Яцек Гузовски. Изпълнителните групи издават вестниците: „Варшавски бюлетин улични“ (пол. „Warszawski Biuletyn Uliczny“) и „ВИС“ (пол. „WIS“).
Концепциите на Бореща се Солидарност споделя създадената в средата на 80-те години Федерация на воюващата младеж (пол. Federacja Młodzieży Walczącej), която е особено активна в Гданск и Вроцлав.

## Програма
Дейността на Бореща се Солидарност се опира на Програма на организация Бореща се Солидарност, която започва да се създава от 1982 г. и чиято най-пълна версия излиза през 1987 г. От момента на създаването си организацията включва в своята програма цялостно падане на комунизма, независимост на Полша и на останалите поробени от комунизма народи, независимост на съветските републики, обединяване на Германия и запазване на наложените от Ялтенската конференция следвоенни граници. Изграждайки визията на Полша след падане на комунизма, Воюваща Солидарност подчертава необходимостта от социална солидарност и самоуправление, които да се градят върху ценностите, проповядвани от Католическата църква.

## Кръст на БС
Паметният знак е въведен на 16 април 2010 г. от председателя на „Бореща се солидарност“ Корнел Моравецки, за да бъдат почетени усилията, положени от членовете и сътрудниците на организацията в периода 1982 – 1991 г., и на заслужилите в борбата за „Свобода и Солидарност между хората и народите“. Присъжда се на активисти и сътрудници на Бореща се Солидарност.
Капитулът на Кръста на „Бореща се „Солидарност“ се състои от 29 души, свикани еднократно от председателя на организацията Корнел Моравицки. Кръстът се присъжда в Полша. Присъждането му ще се счита за приключило, когато живи останат по-малко от трима члена на Капитула на Кръста. Автор на проекта за Кръста на Воюваща Солидарност е скулпторката Людвика Огожелец, която също е сред заклетите членове на Воюваща Солидарност от началото на съществуването ѝ – 1982 г. Вроцлав.